# Arrondissement de Corail
L’Arrondissement de Corail est un arrondissement d'Haïti, subdivision du département de Grand'Anse. Il a été créé autour de la ville de Corail qui est aujourd'hui son chef-lieu. Il est peuplé par 119 643 habitants (estimation 2009).
L’arrondissement compte 5 communes :
- Corail
- Roseaux
- Beaumont
- Pestel
- Les Îles Cayemites